# Vulcanair
Vulcanair es un constructor de aviones italiano con sede en Casoria, cerca de Nápoles.

## Historia

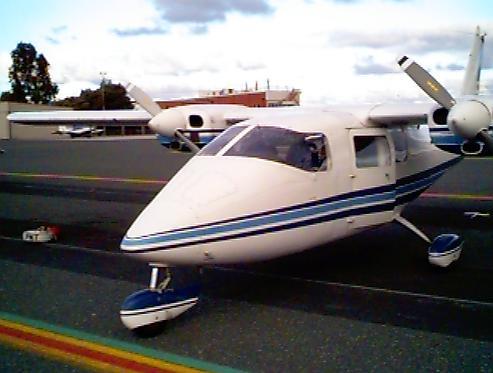
Partenavia P.68 (VH-PNT) en el aeropuerto de Jandakot, Jandakot, Australia.

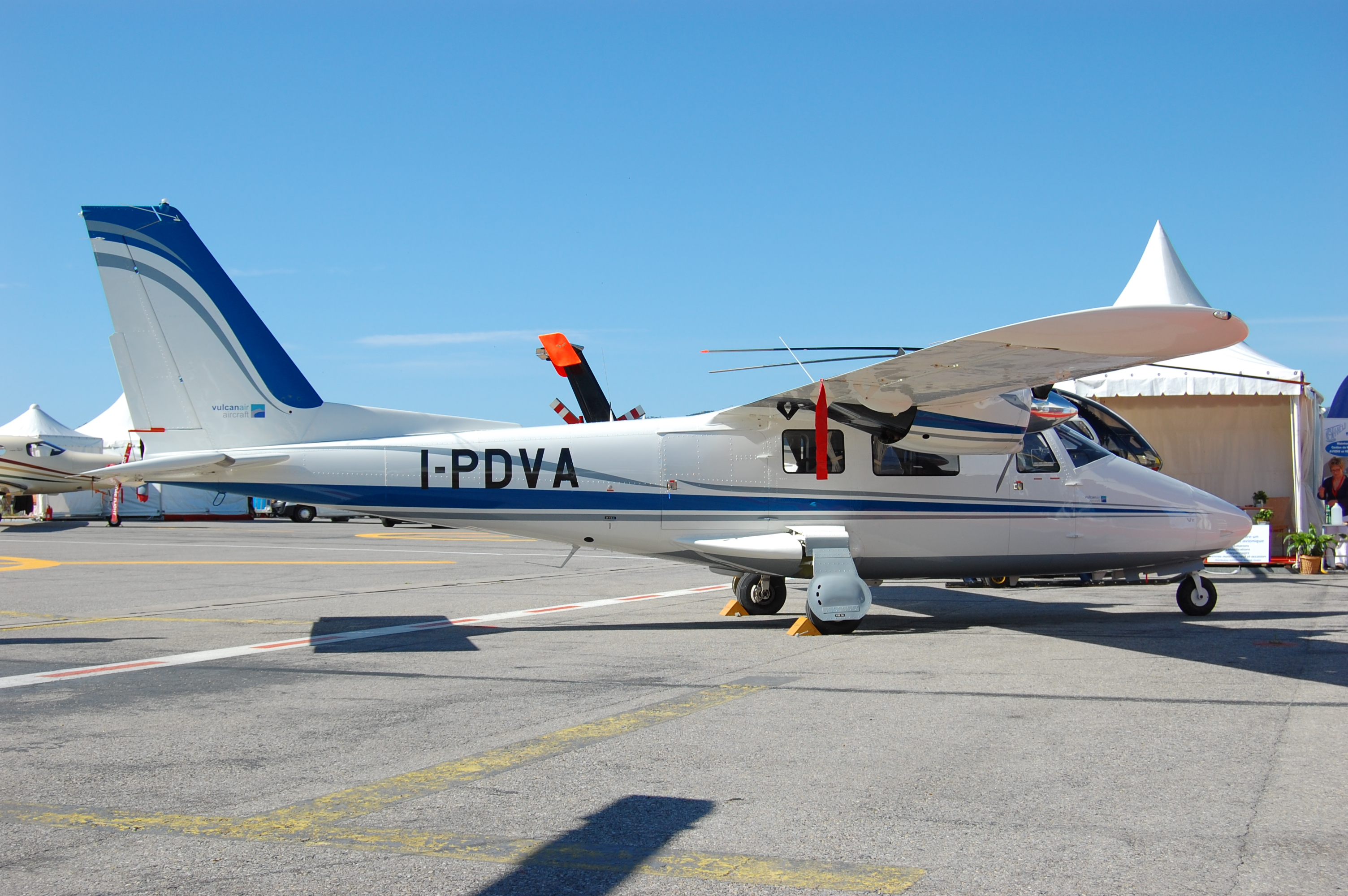
Vista lateral de Vulcanair P.68R (versión de tren de aterrizaje retráctil) (I-PDVA) en el aeropuerto de Niza, Niza, Francia.

Partenavia fue fundada en 1957 por el profesor Luigi Pascale y produjo una familia bastante grande de aviones deportivos monomotor, que finalmente culminó con el exitoso bimotor P.68 Victor y sus derivados.
El Canguro fue diseñado por el ingeniero aeronáutico Stelio Frati en la década de 1970 (primer vuelo el 30 de diciembre de 1978) para Siai Marchetti que, en 1981, desarrolló la versión SF.600A, con motor turbohélice, tren de aterrizaje retráctil y capacidad de carga con puerta lateral de corredera o fuselaje trasero articulado. Sólo se han producido diez Canguro.
El antiguo productor de repuestos Vulcanair creó un programa para producir una gama completa de aviones de transporte ligeros bimotores de diseño italiano. Vulcanair se fundó en 1996 tras comprar todos los activos, diseño de modelos, marcas y derechos de la quebrada Partenavia. En 1997, Vulcanair se hizo cargo del programa SIAI-Marchetti SF.600 Canguro de Finmeccanica y posteriormente adquirió Samanta, un operador de trabajos aéreos con sede en Nápoles con experiencia en el SF.600 y el P.68. Alrededor de 1998, Vulcanair adquirió Aercosmos, con sede en Milán, que había comprado Partenavia Costruzioni Aeronautiche SpA a Alenia en 1993.
Vulcanair estuvo entonces en condiciones de reactivar la producción de aviones bimotores, desde el básico P.68C hasta el Canguro de 8000 lbs de MTOW propulsado por turbina (posiblemente en una versión alargada). El Vulcanair P68C fue premiado por la prestigiosa revista brasileña "Aero Magazine" como mejor avión 2010/2011 en el "XII Prêmio Aero Magazine de Aviação".
Los productos actuales de Vulcanair se basan en los diseños de Stelio Frati (SF600A Canguro) y Luigi Pascale (Serie P68). La línea de producción actual es el P68C (en variantes normalmente aspiradas y turboalimentadas), el P68 Observer 2 (una variante orientada a la vigilancia con una cabina principalmente de Perspex, nuevamente en versiones normalmente aspiradas y turboalimentadas), una variante de tren de aterrizaje retráctil del P68C normalmente aspirado, el P68R (o Vr), un AP68TP-600 A-Viator propulsado por turbohélice Rolls-Royce RR250-B17C de 11 asientos y el SF600A Canguro.
Vulcanair está situado en 60 000 metros cuadrados de espacio en el Aeropuerto Capodichino de Nápoles, Italia.

## Aeronaves

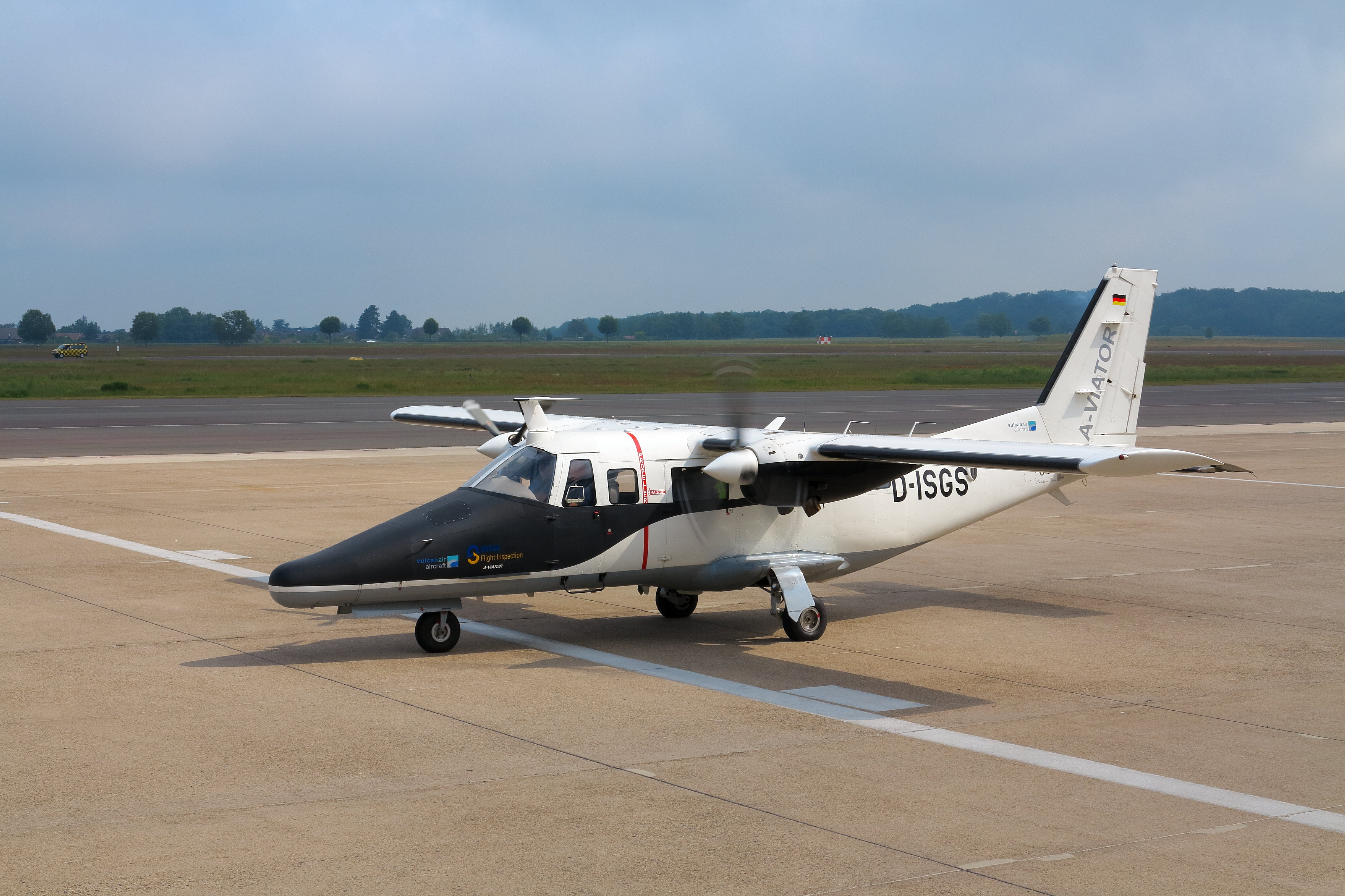
Vulcanair A-Viator.

- Vulcanair Canguro
- Vulcanair Mission
- Vulcanair P68
- Vulcanair V1.0